# NGC 1691
NGC 1691 (również PGC 16300 lub UGC 3201) – galaktyka spiralna z poprzeczką (SB0-a), znajdująca się w gwiazdozbiorze Oriona. Odkrył ją Édouard Jean-Marie Stephan 15 grudnia 1876 roku.